# Omega Canis Majoris
Omega Canis Majoris , (ω Canis Majoris, förkortat Omega CMa, ω CMa), som är stjärnans Bayer-beteckning, är en ensam stjärna i den östra delen av stjärnbilden Stora hunden. Den har en genomsnittlig skenbar magnitud på +4,01 och är synlig för blotta ögat där ljusföroreningar ej förekommer. Baserat på parallaxmätningar i Hipparcos-uppdraget på ca 3,6 mas beräknas den befinna sig på ca 910 ljusårs (280 parsek) avstånd från solen.

## Egenskaper
Omega Canis Majoris är en blå till vit underjättestjärna av spektralklass B2 IV-Ve, som anger att den är en Be-stjärna som visar ett blandat spektrum av huvudseriestjärna och underjätte. Den har en massa som är ca 10 gånger solens massa, en radie som är ca 6 gånger större än solens och utsänder ca 13 000 gånger mera energi än solen från dess fotosfär vid en effektiv temperatur på ca 21 900 K. Den är omgiven av en symmetrisk desretionsskiva av material som upphettas av stjärnan och som i sin tur ger emissionslinjer i det kombinerade spektret.
Omega Canis Majoris, eller 28 Canis Majoris, är en eruptiv variabel av Gamma Cassiopeiae-typ. Den varierar mellan skenbar magnitud +3,54 och 4,18 och både luminositeten och den radiella hastigheten varierar med en primär cyklisk period på 1,372 dygn. Stjärnan ses från jorden nästan i riktningen hos dess rotationsaxel, varför den uppmätta prognoserade rotationshastigheten 80 km/s är endast en bråkdel av den verkliga ekvatorialhastigheten, uppskattad till 350 km/s.